# Zhuo Wenjun

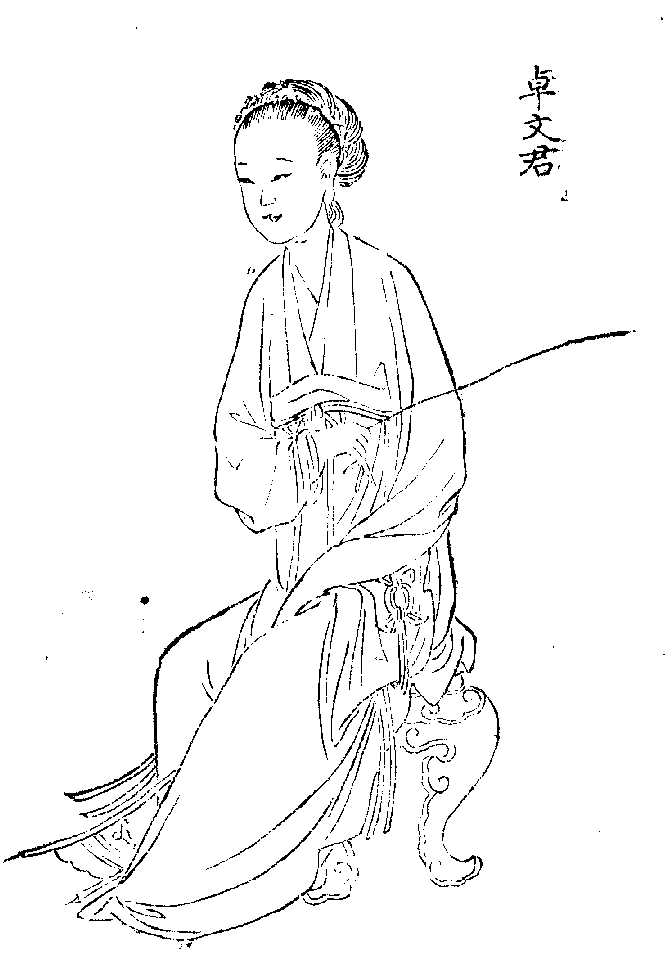
Retrato de Zhuo Wenjun, en un libro de circa. 1772

Zhuo Wenjun o Wen Jun, en chino 卓文君 fue una poetisa china de la dinastía Han. Vivió a finales del siglo siglo II a. C. y primeros años del siglo I a. C., y como joven viuda huyó con el poeta Sima Xiangru. Se le atribuye el poema Baitou Yin (白頭吟, Canción de los pelos blancos) donde se queja de la inconstancia del amor masculino.

## Vida
Nació en una familia acomodada de la provincia de Sichuan, que le dio la mejor educación, destacando en música y poesía. Casada a los dieciséis años, quedó pronto viuda y regresó con sus padres. Sima Xiangru, un afamado poeta y músico, durante una estancia en Chengdu, fue invitado por los Zhuo a su casa. Zhuo Wenjun se enamoró de él al verlo tocar el guqin y no dudó en huir con él. Enojado, su padre le negó cualquier apoyo. Viéndose en la pobreza pues la familia de su nuevo marido no era rica, Zhuo Wenjun abrió una tienda de vinos. Avergonzado porque su hija fuera una simple tabernera, el padre cedió y les dio dinero y sirvientes.
El emperador Wu supo del talento de Sima Xiangru y le ofreció un cargo oficial en la capital. Allí, Sima se distanció no solo físicamente de su esposa de Chengdu, y le escribió una carta informándola de su intención de tomar una concubina. Entristecida, Zhuo Wenjun le contestó con un largo poema que le conmovió de tal manera, que se avergonzó de su plan y regresó con ella, viviendo juntos hasta la vejez. Cuando él falleció, ella compuso una oda funeraria en su honor.